# General Belgrano (partido)
General Belgrano (Partido de General Manuel Belgrano) is een partido in de Argentijnse provincie Buenos Aires. Het bestuurlijke gebied telt 15.381 inwoners.

## Plaatsen in partido General Belgrano
- Bonnement
- Chas
- General Belgrano
- Gorchs
- Ibáñez
- La Chumbiada
- Newton